# Drepanosticta conica
Drepanosticta conica – gatunek ważki z rodziny Platystictidae.